# Saulx-Marchais
Saulx-Marchais és un municipi francès, situat al departament d'Yvelines i a la regió d'Illa de França. L'any 2007 tenia 810 habitants.
Forma part del cantó d'Aubergenville, del districte de Rambouillet i de la Comunitat de comunes Cœur d'Yvelines.

## Demografia

### Població
El 2007 la població de fet de Saulx-Marchais era de 810 persones. Hi havia 291 famílies, de les quals 54 eren unipersonals (31 homes vivint sols i 23 dones vivint soles), 74 parelles sense fills, 147 parelles amb fills i 16 famílies monoparentals amb fills.
La població ha evolucionat segons el següent gràfic:
Habitants censats

### Habitatges
El 2007 hi havia 313 habitatges, 292 eren l'habitatge principal de la família, 9 eren segones residències i 12 estaven desocupats. 246 eren cases i 66 eren apartaments. Dels 292 habitatges principals, 213 estaven ocupats pels seus propietaris, 74 estaven llogats i ocupats pels llogaters i 5 estaven cedits a títol gratuït; 40 tenien dues cambres, 44 en tenien tres, 34 en tenien quatre i 174 en tenien cinc o més. 258 habitatges disposaven pel capbaix d'una plaça de pàrquing. A 111 habitatges hi havia un automòbil i a 171 n'hi havia dos o més.

### Piràmide de població
La piràmide de població per edats i sexe el 2009 era:
| Homes | Edats   | Dones |
| ----- | ------- | ----- |
| 0     | 95 o +  | 0     |
| 0     | 90 a 94 | 4     |
| 4     | 85 a 89 | 0     |
| 4     | 80 a 84 | 8     |
| 4     | 75 a 79 | 12    |
| 8     | 70 a 74 | 8     |
| 4     | 65 a 69 | 0     |
| 12    | 60 a 64 | 20    |
| 12    | 55 a 59 | 32    |
| 24    | 50 a 54 | 4     |
| 12    | 45 a 49 | 40    |
| 36    | 40 a 44 | 12    |
| 12    | 35 a 39 | 36    |
| 28    | 30 a 34 | 16    |
| 24    | 25 a 29 | 28    |
| 20    | 20 a 24 | 4     |
| 24    | 15 a 19 | 28    |
| 24    | 10 a 14 | 24    |
| 24    | 5 a 9   | 12    |
| 16    | 0 a 4   | 20    |

## Economia
El 2007 la població en edat de treballar era de 558 persones, 442 eren actives i 116 eren inactives. De les 442 persones actives 426 estaven ocupades (227 homes i 199 dones) i 18 estaven aturades (10 homes i 8 dones). De les 116 persones inactives 25 estaven jubilades, 57 estaven estudiant i 34 estaven classificades com a «altres inactius».

### Ingressos
El 2009 a Saulx-Marchais hi havia 290 unitats fiscals que integraven 802 persones, la mediana anual d'ingressos fiscals per persona era de 25.253 €.

### Activitats econòmiques
Dels 33 establiments que hi havia el 2007, 1 era d'una empresa de fabricació de material elèctric, 12 d'empreses de construcció, 5 d'empreses de comerç i reparació d'automòbils, 3 d'empreses de transport, 2 d'empreses d'informació i comunicació, 2 d'empreses immobiliàries, 5 d'empreses de serveis, 1 d'una entitat de l'administració pública i 2 d'empreses classificades com a «altres activitats de serveis».
Dels 12 establiments de servei als particulars que hi havia el 2009, 2 eren tallers de reparació d'automòbils i de material agrícola, 2 paletes, 2 guixaires pintors, 2 fusteries, 1 lampisteria, 2 electricistes i 1 empresa de construcció.
L'any 2000 a Saulx-Marchais hi havia 9 explotacions agrícoles.

## Equipaments sanitaris i escolars
El 2009 hi havia una escola elemental.

## Poblacions més properes
El següent diagrama mostra les poblacions més properes.